# Untauglicher Versuch
Der untaugliche Versuch ist ein Begriff aus dem Allgemeinen Teil des deutschen Strafrechts. Damit wird der Versuch einer Straftat bezeichnet, der von vornherein zum Scheitern verurteilt ist, weil der Täter sich entweder eines untauglichen Tatmittels (Beispiel: Spielzeugpistole) bedient, sich ein untaugliches Tatobjekt (Beispiel: „Mord an einer Leiche“; „Diebesfalle“) aussucht, oder der Täter nicht qualifiziert für die von ihm beabsichtigte Straftat ist (ein Nicht-Amtsträger, der glaubt, Amtsträger zu sein, lässt sich bestechen).
Obwohl keine objektive Gefährdung eintritt, ist nach dem Strafgesetzbuch neben dem tauglichen auch der untaugliche Versuch strafbar. Dies wird überwiegend auf einen Umkehrschluss (lat. argumentum e contrario) aus § 23 Abs. 3 StGB gestützt. Allerdings kann das Gericht von einer Strafe absehen oder diese mildern, wenn der Täter die Untauglichkeit seines Versuchs aus grobem Unverstand verkannt hat. In der strafrechtlichen Literatur ist die Frage umstritten, ob auch der untaugliche Versuch eines Unterlassungsdeliktes strafbar ist.
Problematisch ist die Frage des Rücktritts vom untauglichen Versuch. Da der Versuch von vornherein zum Scheitern verurteilt ist, bedarf es gar keiner Verhinderung der Vollendung durch den Täter. Sein „ernstliches Bemühen“ um Vollendungsverhinderung (vgl. § 24 Abs. 1 Satz 2 StGB) muss daher objektiv zu Tage getreten sein, bevor er die Untauglichkeit erkannt hat.

## Abgrenzung zu anderen Rechtsfiguren
Nicht strafbar ist dagegen der abergläubische Versuch, der auf § 23 Abs. 3 StGB aufsetzt: Der Täter denkt, dass eine Handlung zu einem Erfolg führen kann, obwohl diese Handlungsweise aus natürlichen Gründen wirkungslos ist und eine Tatvollendung deshalb nicht eintreten konnte. Zumeist wird in diesen Fällen schon kein Vorsatz vorliegen, weil der Täter den Erfolgseintritt lediglich „erhofft“ und damit außerhalb des strafrechtlich relevanten Sozialbereichs liegt. Beispiele für abergläubische Versuche sind Schadenzauber (Voodoo) oder Totbeten. Wer dagegen mit einer Luftdruckpistole ein Flugzeug abschießen möchte, verkennt nur die physikalischen Gesetze und begeht einen untauglichen (das heißt strafbaren) Versuch, wenn auch aus grobem Unverstand. In diesem Fall hat der Täter den vom Strafrecht erfassten Sozialbereich nämlich nicht verlassen. 
Ebenso nicht strafbar ist das Wahndelikt: Der Täter kennt den ganzen Sachverhalt, hält aber sein erlaubtes Verhalten irrtümlich für strafbar (Fall des umgekehrten Verbotsirrtums), z. B. hält er die Aneignung einer (für ihn erkennbar) herrenlosen Sache für Diebstahl.